# Zimmerius acer
El mosquerito guayanés (Zimmerius acer), también denominado atrapamoscas guayanés o atrapamoscas patifino guayanés (en Venezuela), es una especie de ave paseriforme de la familia Tyrannidae, perteneciente al género Zimmerius. Es nativa del norte de América del Sur, en el escudo guayanés, el este de la cuenca del Amazonas y en parte del noreste brasileño.

## Distribución y hábitat
Se distribuye en el este y sureste de Venezuela, Guyana, Surinam, Guayana francesa y noreste de Brasil, desde el este del estado de Amazonas hacia el sur hasta el norte de Mato Grosso, hacia el este hasta Maranhão, Ceará y Alagoas).
Esta especie habita en selvas húmedas de baja altitud, hasta los 500 m, tanto de terra firme, como de várzea y bosques secundarios altamente degradados.

## Sistemática

### Descripción original
La especie Z. acer fue descrita por primera vez por los zoólogos británicos Osbert Salvin y Frederick DuCane Godman en 1883 bajo el nombre científico Tyranniscus acer; la localidad tipo es: «Bartica Grove, Guyana».

### Etimología
El nombre genérico masculino «Zimmerius» conmemora al ornitólogo estadounidense John Todd Zimmer (1889-1957); y el nombre de la especie «acer», proviene del latín «acer, acris» que significa ‘penetrante, agudo’.

### Taxonomía
Anteriormente era tratada como especie plena, posteriormente como una subespecie del mosquerito patifino (Zimmerius gracilipes), hasta que los análisis genético-moleculares confirmaron que se trata de una especie diferente.
Difiere de Z. gracilipes por su face y baja garganta casi puramente blancas, por sus partes inferiores de amarillo más pálido y por su llamado diurno, compuesto de una o dos notas descendentes «chu-chup» o «chup» contra un ascendente «juiit» o «juit» siendo muy corto, de timbre decresciente, con frecuencia máxima mayor y de perfil muy diferente.
Es monotípica. Las poblaciones del lado norte del río Amazonas dan un llamado  «chu-chup», mientras que las de sur dan un «chup», sugiriendo la presencia en esta región de un taxón no descrito.